# Кастеливијеро (Венеција)
Кастеливијеро (итал. Castelliviero) је насеље у Италији у округу Венеција, региону Венето.
Према процени из 2011. у насељу је живело 126 становника. Насеље се налази на надморској висини од 9 м.